# 曾培炎
曾培炎（1938年12月—），生於中華民國浙江绍兴，中国共产党、中华人民共和国政治人物，原副国级领导人。清华大学无线电专业毕业，研究员级高级工程师。1962年9月参加工作，1978年9月加入中国共产党。曾任电子工业部和国家计划委员会的副职负责人和中共中央财经领导小组副秘书长。1998年升任国家计划委员会主任，成为负责经济事务的最重要官员之一。2003年升任负责经济的国务院副总理。中共第十四届中央候补委员，第十五届、十六届中央委员，第十六届中央政治局委员。

## 生平
曾家祖辈在绍兴乃为旺族。当地文史专家说，曾培炎的父亲、伯父曾就读私塾，为知书识礼之士，父亲曾江民后来考进上海银行，迁居上海，曾培炎的伯父曾寿昌是当地文化名人，杨式太极拳嫡传弟子。曾办过报纸，担任当地国术馆馆长，1919年五四运动时积极响应，在当地颇有威望。 
1956年，曾培炎考入清华大学无线电电子学系电子学专业，为吴邦国的同门师兄，与胡锦涛、朱镕基、黄菊、吴官正等是校友。
1962年23岁毕业后，分配到第一机械工业部（简称一机部）上海电器科学研究所，任技术员、课题组组长。其时，比他年长12岁的江泽民也刚从长春第一汽车制造厂动力分厂厂长调任该所副所长。江、曾首度共事时间不长，1964年曾培炎调往西安，到一机部西安开关整流器厂整流器研究室任技术员、组长。在西安一呆17年，成家立业，直至1982年脱颖而出外派任职。
1982年，中共中央组织部在全国选拔年轻干部充实外交系统，要求各地推荐年轻干部，当时一机部要研究所推荐专业经验丰富、外语基础好、政治可靠，又红又专的人选，曾培炎中选。1982年1月，43岁的曾培炎离开生活了17年的西安，到北京报到，出任中国驻美国大使馆商务参赞处二等秘书，开始其仕途。
1965年至1982年任一机部西安整流器研究所组长、室副主任、副总工程师。
1982年至1984年任驻美国大使馆商务参赞处二秘、一秘。
1984年至1987年任电子工业部办公厅主任，计划建设司司长。1987年至1988年任电子工业部副部长、党组成员兼计划建设司司长。1988年至1991年任机械电子工业部副部长、党组成员（其间：1989年9月至11月中央党校进修一班学习）。1991年至1992年任机械电子工业部副部长、党组副书记兼中国电子工业总公司党组成员。
1992年至1993年任中共中央财经领导小组副秘书长（正部长级），国家计划委员会副主任。
1993年至1994年任中央财经领导小组副秘书长，国家计划委员会副主任、党组副书记。1994年至1998年任中央财经领导小组副秘书长、办公室主任，国家计划委员会副主任、党组的副书记。1998年至2001年任中央财经领导小组副秘书长，国家发展计划委员会主任、党组书记，国务院三峡工程建设委员会副主任，国务院西部开发领导小组办公室主任（2000年1月）。2001年至2002年任中央财经领导小组副秘书长，国家发展计划委员会主任、党组书记，国家信息化领导小组副组长，国务院信息化工作办公室主任、党组书记，国务院三峡工程建设委员会副主任，国务院西部开发领导小组办公室主任。2002年当选中共中央政治局委员。
2003年1月，农历新年之际，刚刚当选第十六届中共中央政治局委员两个月的曾培炎前往辽宁、吉林、黑龙江三省，慰问煤矿工人。13日，曾培炎在黑龙江考察时发生严重车祸受伤，中共中央紧急以专机将他接回北京救治。因意外发生于即将于同年3月4日召开的第十届全国政协换届选举和3月5日召开的第十届全国人大换届选举之时，中央警卫局随即进一步加强了对包括胡锦涛等在内的新一届政治局常委、委员的安保工作。2月26日，在公众面前消失一个多月的曾培炎出现在当天《新闻联播》所报道的中共十六届二中全会的画面中。2003年3月17日，中华人民共和国国家主席胡锦涛发布第二号中华人民共和国主席令，根据中华人民共和国第十届全国人民代表大会第一次会议的决定，曾培炎被任命为温家宝内阁负责发展、改革工作的副总理（排名第三）。2007年中共十七大后，曾培炎卸任中共中央政治局委员，并在次年3月卸任国务院副总理后退休。
2019年9月10日，已卸任国务院副总理职务10年之久的曾培炎，作为国务院总理李克强的陪同人员之一在中南海紫光阁会见来华参加中美企业家对话会的美方代表。双方围绕中美经贸关系等谈了看法和建议。